# Полоз індійський
Полоз індійський (Coelognathus helena) — неотруйна змія з роду Coelognathus родини Вужеві. Має 2 підвиди.

## Опис
Загальна довжина коливається від 1 до 1,7 м. Яскраво виражений статевий диморфізм — самці значно менші за самок. .  Глова подовжена, дещо загострена на кінці, слабко відокремлена від тулуба. Тулуб стрункий, трохи стиснутий з боків. Забарвлення мінливе — від жовто-оливкового до світло-коричневого. На шиї від скроневої області назад тягнуться 2 поздовжні темні смуги, що змінюються далі малюнком з поперечних рядків білих плям, оточених темною облямівкою. Часто темний малюнок не виражений, і тоді залишаються тільки розмиті світлі плями по основному фону. У задній третині тулуба цей малюнок замінюється 2 широкими темно-коричневими смугами, що йдуть з боків. Черево блідо-жовтого кольору або з напівкруглими чорними лініями по краях. Райдужина очей золотаво-жовта, язик червонуватий або рожевий. Молоді полози за забарвленням практично не відрізняються від дорослих особин.

## Спосіб життя
Полюбляє зарості чагарників на схилах по краях тропічного лісу, заходить також на освоєні людиною території: рисові поля, посадки культурних рослин, особливо поблизу водойм.  Зустрічається в нижньому і середньому поясі рік на висотах до 1500 м над рівнем моря. Веде здебільшого наземний спосіб життя, але може підніматися на чагарники й невисокі дерева. Активний у прохолодні вечірні години, денну спеку перечікує в укриттях: під камінням, у дуплах дерев,  норах гризунів або шарі лісової підстилки. Молоді полози, навпроти, активні протягом всього світлого часу доби. Харчується гризуни. 
Це яйцекладна змія. Самка відкладає від 4 до 8 яєць. За сезон може бути до 6 кладок.

## Розповсюдження
Мешкає практично по всьому Індійському субконтиненту від східних кордонів Пакистану до Бангладеш включно, на північ до передгір'їв Гімалаїв у Непалі та північної Індії, а також на о.Шрі-Ланка.

## Підвиди
- Coelognathus helena helena
- Coelognathus helena monticollaris